# John T. Wilkins III
John Trower Wilkins III (15 tháng 10 năm 1880 - 9 tháng 10 năm 1929) là một chính trị gia người Mỹ. Ông đã từng làm việc tại Hạ viện Virginia.